# Le Prêteur sur gages
Pour plus de détails, voir Fiche technique et Distribution.
Le Prêteur sur gages (The Pawnbroker) est un film américain réalisé par Sidney Lumet et sorti en 1964. Il s'agit d'une adaptation du roman The Pawnbroker d'Edward Lewis Wallant.
Il met en scène Sol Nazerman (Rod Steiger), un Juif ayant survécu à la Shoah, qui gère un mont-de-piété dans le quartier d'East Harlem à New York. Profondément traumatisé par son expérience dans les camps et la perte de sa famille, Nazerman mène une existence détachée et amère, luttant contre ses souvenirs douloureux.
Le film est remarqué pour son traitement du traumatisme de la Shoah dans un contexte contemporain, une approche peu courante à l'époque. Il utilise des flashbacks brefs et intenses pour représenter les souvenirs de Nazerman, une technique qui a influencé la représentation du traumatisme dans le cinéma ultérieur. La performance de Rod Steiger dans le rôle principal est largement acclamée, lui valant une nomination à l'Oscar du meilleur acteur. Le film est également remarqué pour sa bande sonore composée par Quincy Jones et sa photographie en noir et blanc de Boris Kaufman.
À sa sortie, Le Prêteur sur gages suscite des controverses, notamment en raison de scènes de nudité partielle, rares dans le cinéma américain de ces années-là. Ces scènes ont contribué à remettre en question le code Hays, alors en vigueur, et ont participé à l'évolution des normes de censure cinématographique aux États-Unis. Le film a reçu des critiques généralement positives, bien que certains aient trouvé son ton trop sombre et pessimiste. Il est aujourd'hui considéré comme une œuvre importante dans la filmographie de Sidney Lumet et dans le traitement cinématographique de la Shoah et de ses conséquences à long terme sur les survivants.

## Synopsis
Années 1960. Originaire de Leipzig, Sol Nazerman est un rescapé de la Shoah - toute sa famille y a été tuée - qui a ensuite émigré aux États-Unis. Cet ancien professeur d'université est depuis devenu prêteur sur gages à Harlem (New York). Taciturne, il n'a aucune compassion envers les malheureux qui viennent lui vendre leurs maigres affaires personnelles. Sol se coupe des rares personnes qui s'intéressent à son sort. Il entretient une liaison avec Tessie - veuve d'un ami de Sol, assassiné en camp de concentration sous les yeux de Sol - mais la traite avec dureté.
Grâce à sa boutique, il blanchit de l'argent pour le compte de Rodriguez ; un gangster. Mais arrive la date anniversaire des 25 ans de la disparition tragique de sa famille. Les souvenirs de sa vie en Europe ressurgissent peu à peu et il est obsédé par ses souvenirs des camps de concentration.
Son employé, Jesus Ortiz, est un jeune Portoricain. C'est un petit truand qui a décidé de s'assagir et de gagner convenablement sa vie pour satisfaire sa mère qui s'angoisse pour lui et donner un meilleur avenir à sa compagne, qui se prostitue. Il a gardé des relations dans le milieu, dont il a du mal à s'affranchir. Ortiz, plein de bonne volonté, et ambitieux, veut que Nazerman lui enseigne son métier. Mais celui-ci, tout à sa douleur dans laquelle il s'est muré, dédaigne les tentatives maladroites de son employé qui ne demande qu'à réellement sympathiser avec lui. Lors d'une conversation entre eux, Nazerman lui avoue que la seule chose importante dans sa vie, c'est l'argent, se mentant aussi à lui-même. Profondément blessé, et prenant ces paroles au pied de la lettre, Ortiz décide de le voler. Il a en effet remarqué que Nazerman a remis un chèque à un homme de main de Rodriguez en échange de 5 000 $ en liquide, qui sont placés dans le coffre de la boutique.
Ortiz informe ses amis malfaiteurs pour qu'ils dérobent l'argent, en insistant néanmoins pour qu'aucun coup de feu ne soit tiré. Les truands entreprenent le vol à main armée, pendant qu'Ortiz, caché dans le fond du magasin, surveille la scène. Menacé par un pistolet, Sol, qui a perdu le goût de vivre, et qui vient d'être frappé par l'homme de main de Rodriguez, refuse de bouger et de donner son argent. Ortiz prend peur et détourne l'arme pour que Sol ne soit pas blessé. Le coup de feu part et c'est Ortiz qui reçoit une balle dans le ventre, alors que les voleurs s'enfuient les mains vides. Ortiz meurt dans les bras de Nazerman, en lui disant qu'il ne voulait pas lui faire de mal. Nazerman pousse un cri silencieux, réalisant sa responsabilité. Il demeure seul de nouveau.

## Fiche technique
Sauf indication contraire, les informations mentionnées dans cette section peuvent être confirmées par la base de données cinématographiques IMDb,  présente dans la section « Liens externes ».
- Titre français : Le Prêteur sur gages
- Titre original : The Pawnbroker
- Réalisation : Sidney Lumet
- Scénario : Morton Fine (en) et David Friedkin (en), d'après le roman The Pawnbroker d'Edward Lewis Wallant
- Musique : Quincy Jones
- Photographie : Boris Kaufman
- Costumes : Anna Hill Johnstone
- Montage : Ralph Rosenblum
- Production : Ely A. Landau, Philip Langner, Roger Lewis et Herbert R. Steinmann
- Production exécutive : Worthington Miner (en)
- Société de production : Landau Company
- Format : noir et blanc - son mono
- Pays de production :  États-Unis
- Langue originale : anglais
- Budget : 500 000 $
- Genre : drame
- Durée : 116 minutes
- Dates de sortie :
  - Allemagne de l'Ouest : juin 1964 (première)
  - États-Unis : 20 avril 1965

## Distribution
- Rod Steiger : Sol Nazerman
- Geraldine Fitzgerald : Marilyn Birchfield
- Brock Peters : Rodriguez
- Jaime Sánchez : Jesus Ortiz
- Thelma Oliver (en) : l'amie d'Ortiz
- Marketa Kimbrell (en) : Tessie
- Baruch Lumet : Mendel
- Juano Hernández : monsieur Smith
- Linda Geiser (en) : Ruth Nazerman
- Nancy R. Pollock : Bertha
- Raymond St. Jacques : Tangee
- John McCurry : Buck
- Charles Dierkop : Robinson
- Eusebia Cosme : la mère de Jesus
- Warren Finnerty : Savarese
- Morgan Freeman : un passant
- Reni Santoni

## Thèmes principaux
Le Prêteur sur gages raconte l'histoire d'un homme dont la « mort » spirituelle dans les camps de concentration le pousse à s'enterrer dans l'endroit le plus sinistre qu'il puisse trouver : un bidonville dans le Upper Manhattan. Lumet a déclaré au New York Times dans une interview pendant le tournage que « L'ironie du film est qu'il trouve plus de vie ici qu'ailleurs. C'est en dehors de Harlem, dans les logements sociaux, les immeubles de bureaux, même les banlieues de Long Island, partout où nous montrons à l'écran que tout est conformiste, stérile, mort ».
Le film utilise des flashbacks pour révéler l'histoire de Nazerman. Selon une critique sur le site de Turner Classic Movies, il présente des similitudes avec deux films d'Alain Resnais : Nuit et Brouillard (1955) et Hiroshima, mon amour (1959). Un commentateur récent a observé que le film « est très américain, avec sa représentation dure et impitoyable de la ville de New York, tout cela rendu vivant par la photographie en noir et blanc de Boris Kaufman et une distribution dynamique mise en valeur par la performance poignante de Rod Steiger dans le rôle-titre ».
Le critique du New York Times, Bosley Crowther, a écrit que Sol Nazerman « est très actuel - comme survivant de la persécution nazie devenu détaché et distant dans le monde moderne - il projette, pour ainsi dire, l'ombre sombre du légendaire Juif errant. C'est le mythe du Judéen qui a taquiné Jésus sur le chemin de Golgotha et a été condamné à errer dans le monde en tant que paria solitaire jusqu'à ce que Jésus revienne ».

## Production

### Développement
Le film est d'abord envisagé pour être produit à Londres, afin de bénéficier des incitations financières alors disponibles pour les cinéastes.
Les réalisateurs Stanley Kubrick, Karel Reisz et Franco Zeffirelli refusent le projet. Kubrick déclare qu'il pense que Steiger n'est « pas si excitant ». Reisz, dont les parents ont été assassinés pendant la Shoah, déclare que pour des « raisons profondes et personnelles », il « ne pouvait pas s'associer objectivement à un sujet ayant un contexte de camps de concentration ». Zeffirelli, alors metteur en scène de théâtre, est impatient de réaliser un film, mais déclare que Le Prêteur sur gages n'est « pas le genre de sujet [qu'il] souhaiterait réaliser, certainement pas pour une première aventure anglo-américaine ».

### Distribution

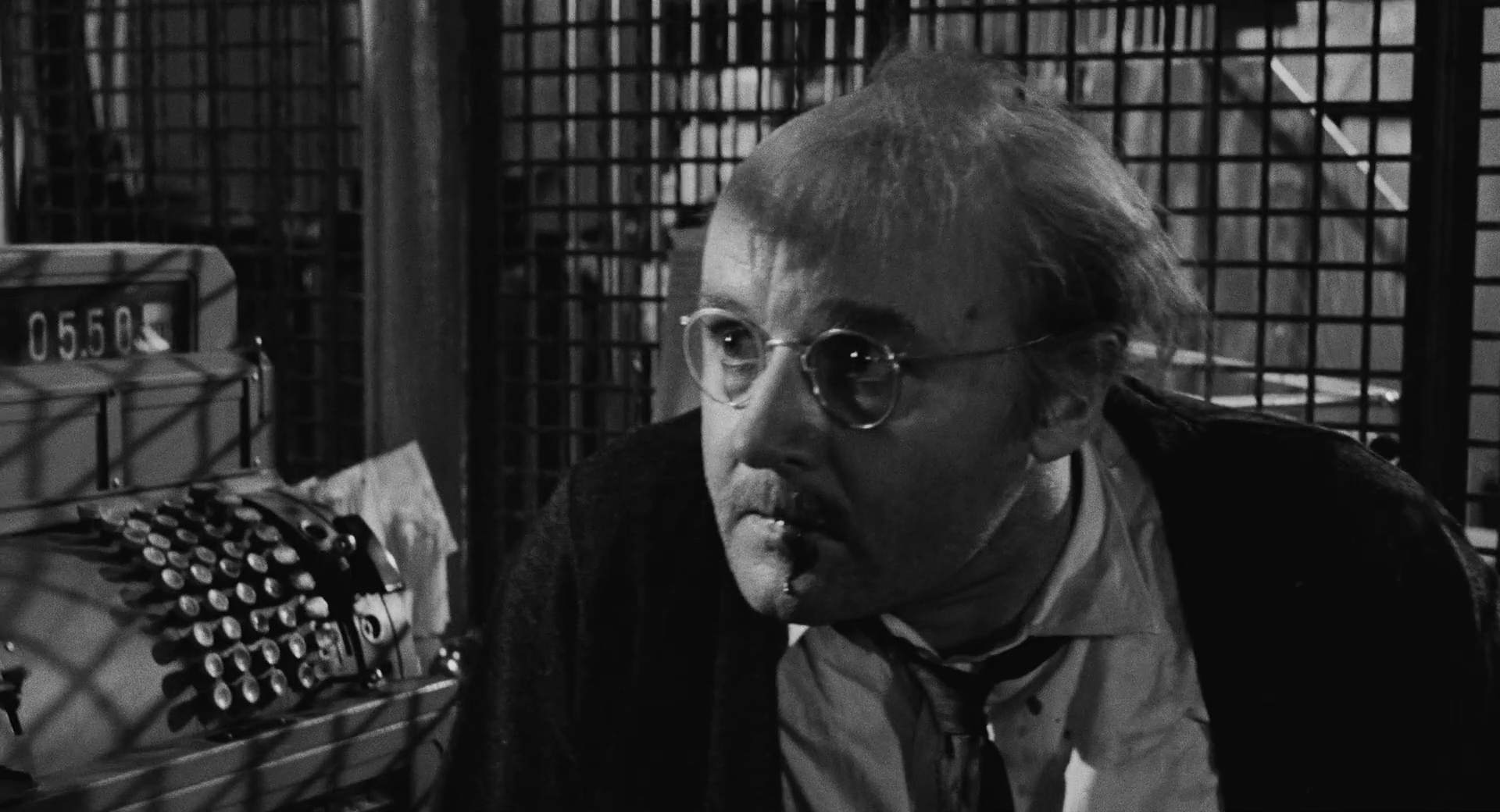
Rod Steiger dans Le Prêteur sur gages.

Rod Steiger s'implique dans le projet en 1962, un an après la publication du roman de Wallant, et participe à une première réécriture du scénario du film. Il reçoit 50 000 $ de salaire, bien en dessous de son tarif habituel, parce qu'il faisait confiance à Lumet, avec qui il avait travaillé à la télévision dans la série You Are There (en).
Lumet, qui reprend le film après le renvoi d'Arthur Hiller, a initialement des réserves sur le fait que Steiger soit choisi pour le rôle principal. Il pense que Steiger « est un acteur plutôt de mauvais goût - extrêmement talentueux, mais complètement de mauvais goût dans ses choix ». Lumet préfère James Mason pour le rôle, et le comédien Groucho Marx fait partie des artistes qui veulent jouer Nazerman. Cependant, Steiger surprend agréablement Lumet lorsqu'il est d'accord avec lui pendant les répétitions sur la répression des sentiments du personnage. Lumet estime finalement que Steiger « a bien fonctionné ».
Dans une interview télévisée de 1999, Rod Steiger révèle s'être inspiré d'une œuvre d'art improbable. Plus d'un quart de siècle après la réalisation de la peinture de 1937 Guernica par Pablo Picasso, la peinture inspire de nouveau une profondeur artistique émotionnelle lorsque, en 1964, Steiger emprunte l'angoisse silencieuse du cri vers le ciel de la femme souffrante, vue à droite de la toile. La scène se trouve dans les dernières minutes du film.
Le magazine Variety considère Brock Peters comme le premier acteur à incarner un personnage homosexuel affirmé dans un film américain.

### Tournage

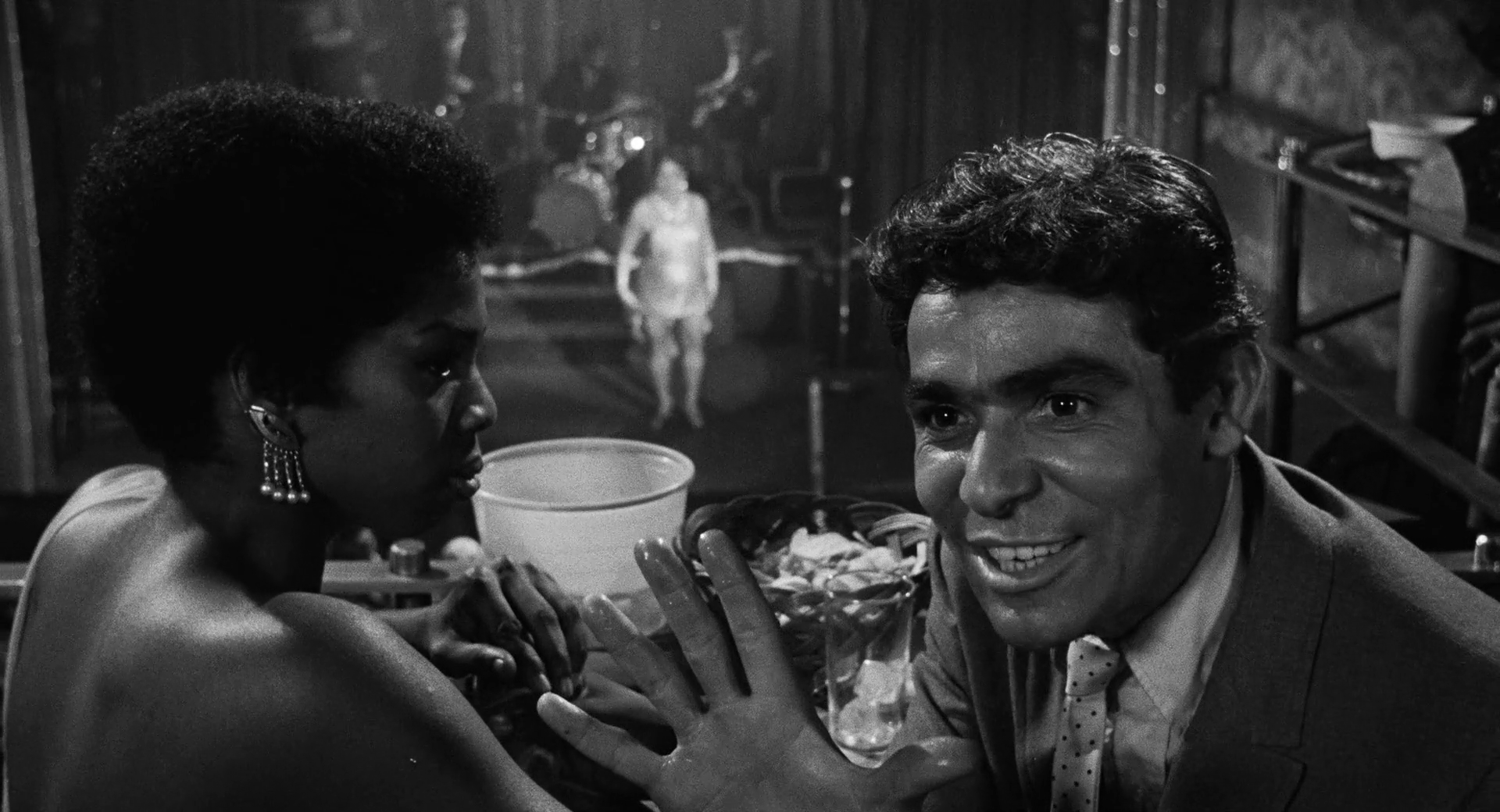
Thelma Oliver et Jaime Sánchez rencontrent des voyous dans un night-club.

Le film est tourné à New York, principalement en extérieur et avec des décors minimaux, à l'automne 1963. Une grande partie du tournage a lieu sur Park Avenue à Harlem, où la boutique du prêteur sur gages est située au 1642 Park Avenue, près de l'intersection de Park Avenue et de la 116e rue. Des scènes sont également tournées dans le Connecticut, à Jericho dans l'État de New York, et au Lincoln Center (avec des prises de vue intérieures et extérieures des appartements des Lincoln Towers (en) qui sont nouveaux à l'époque).

### Post-production et sortie
Le film est présenté en avant-première en juin 1964 à la Berlinale et sort aux États-Unis en avril 1965.
Trouver un distributeur majeur aux États-Unis pour le film s'avère difficile en raison de sa nudité et de son sujet sombre. Le producteur Ely Landau rencontre le même problème en Angleterre jusqu'à ce qu'il soit programmé dans un cinéma de Londres où il connaît un énorme succès. En conséquence, Landau arrange un accord de distribution avec la Rank Organisation, et le film sort aux États-Unis.
Quincy Jones compose la bande originale du film, y compris Soul Bossa Nova, qui est utilisée dans une scène de night-club. Celle-ci est ensuite utilisée comme thème principal de la série de films Austin Powers.
Le film est monté par Ralph Rosenblum, et est largement commenté dans son livre When the Shooting Stops, the Cutting Begins: A Film Editor's Story.

## Controverse avec le Code Hays
Le film est controversé lors de sa sortie initiale pour montrer des scènes de nudité dans lesquelles les actrices Linda Geiser (en) et Thelma Oliver (en) exposent entièrement leurs seins. La scène avec Oliver, qui joue une prostituée, est entrecoupée d'un flashback du camp de concentration, où Nazerman est forcé de regarder sa femme (Geiser) et d'autres femmes se faire violer par des officiers nazis. La nudité entraîne une classification C (condamné) de la part de la Catholic Legion of Decency, qui estime « qu'une condamnation est nécessaire pour mettre un terme définitif aux efforts des producteurs d'introduire la nudité dans les films américains ». La position de l'organisation est contestée par certains groupes catholiques, et le National Council of Churches décerne au film un prix du meilleur film de l'année.
Les scènes entraînent un conflit avec la Motion Picture Association, qui administre le Code Hays. L'Association rejette initialement les scènes montrant des seins nus et une scène de sexe entre Sanchez et Oliver, qu'elle décrit comme « inacceptablement suggestive et lubrique ». Malgré le rejet, Landau s'arrange pour que Allied Artists sorte le film sans le sceau du Code de Production, et les censeurs de New York autorisent Le Prêteur sur gages sans les coupures exigées par les administrateurs du Code. Par un vote de 6 contre 3, la Motion Picture Association accorde au film une « exception » conditionnelle à « une réduction de la durée des scènes que l'Administration du Code de Production a jugées inacceptables ». L'exception au code est accordée comme un « cas spécial et unique », et est décrite par le New York Times à l'époque comme « une mesure sans précédent qui ne créera cependant pas de précédent ». Les réductions de nudité demandées sont minimes, et le résultat est perçu dans les médias comme une victoire pour les producteurs du film.

## Accueil critique
Le film, et en particulier la performance de Steiger, est accueilli par une acclamation critique généralisée. Le magazine Life loue la « versatilité infinie » de Steiger. Brendan Gill (en) écrit dans The New Yorker : « Par une magie plus mystérieuse [...] que son maquillage toujours astucieux, il parvient à me convaincre immédiatement qu'il est celui qu'il prétend être ».
Le critique du New York Times, Bosley Crowther, le qualifie de « film remarquable » qui est « un drame sombre et hantant d'un homme qui a raisonnablement renoncé à un rôle d'implication et de compassion dans un monde brutal et amer, et a adopté une vie stérile et sans racines en conséquence. C'est en outre un drame de la découverte du besoin de l'homme de faire quelque chose pour ses compagnons de souffrance dans le monde troublé d'aujourd'hui ». Il loue les performances des acteurs du film, y compris celles de la distribution secondaire.
Une critique négative vient de Pauline Kael, qui le qualifie de « banal », mais dit : « On peut voir les grandes poussées pour des effets puissants, mais ce n'est pas négligeable. Il arrache les spectateurs, leur faisant craindre qu'ils pourraient devenir comme cet homme. Et quand les événements lui enlèvent son armure, il ne découvre pas une nouvelle humanité chaleureuse, il découvre une souffrance plus aiguë - justement ce dont son armure l'avait protégé. La majeure partie de l'intensité vient de la performance de Steiger ».
Des groupes noirs estiment qu'il encourage les stéréotypes raciaux des résidents des centres-villes en tant que proxénètes, prostituées ou toxicomanes.

## Distinctions
| Récompense                          | Catégorie                               | Personnalité nommée                     | Résultat   | Réf.          |
| ----------------------------------- | --------------------------------------- | --------------------------------------- | ---------- | ------------- |
| Oscars                              | Meilleur acteur                         | Rod Steiger                             | Nomination | [ 9 ]         |
| Berlinale                           | Ours d'or                               | Sidney Lumet                            | Nomination | [ 10 ]        |
| Berlinale                           | Meilleur acteur                         | Rod Steiger                             | Lauréat    | [ 10 ]        |
| Berlinale                           | Prix FIPRESCI - Mention honorifique     | Sidney Lumet                            | Lauréat    | [ 10 ]        |
| Bodil                               | Meilleur film non-européen              | Sidney Lumet                            | Lauréat    | [ 11 ]        |
| British Academy Film Awards         | Meilleur acteur étranger                | Rod Steiger                             | Lauréat    | [ 12 ] [ 13 ] |
| British Academy Film Awards         | Prix des Nations Unies                  | Sidney Lumet                            | Nomination | [ 12 ] [ 13 ] |
| Directors Guild of America Awards   | Meilleure réalisation pour un film      | Sidney Lumet                            | Nomination | [ 14 ]        |
| Golden Globe                        | Meilleur acteur dans un film dramatique | Rod Steiger                             | Nomination | [ 15 ]        |
| Laurel Awards                       | Meilleur drame                          | Meilleur drame                          | 4e place   |               |
| Laurel Awards                       | Meilleur acteur dans un drame           | Rod Steiger                             | Nomination |               |
| National Film Preservation Board    | National Film Registry                  | National Film Registry                  | Inclus     | [ 16 ]        |
| New York Film Critics Circle Awards | Meilleur film                           | Meilleur film                           | Nomination | [ 17 ]        |
| New York Film Critics Circle Awards | Meilleur acteur                         | Rod Steiger                             | Nomination | [ 17 ]        |
| Writers Guild of America Awards     | Meilleur scénario dramatique            | Morton Fine (en) et David Friedkin (en) | Lauréat    | [ 18 ]        |

## Postérité
Le film est devenu connu comme le premier grand film américain ayant tenté de recréer les horreurs des camps lors de la Shoah. Une critique du New York Times d'un documentaire de 2005 sur le traitement de la Shoah par Hollywood, Imaginary Witness (en), déclare que les scènes des camps dans le film, telles que montrées dans le documentaire, sont « surprenamment douces ».
Il a été décrit comme « le premier film obstinément juif sur l'Holocauste », et comme l'inspiration principal de la mini-série Holocauste (1978) et du film La Liste de Schindler (1993),.
Rod Steiger considère Le Prêteur sur gages comme son film préféré, « de loin », dans sa dernière interview télévisée sur un épisode de 2002 de Dinner for Five (en), animé par l'acteur/réalisateur Jon Favreau,.
Son affichage de la nudité, malgré les interdictions du Code Hays à l'époque, est également considéré comme un jalon dans le cinéma. Le Prêteur sur gages est le premier film présentant des seins nus à recevoir l'approbation du Code. Dans son étude de 2008 sur les films de cette époque, Pictures at a Revolution, l'auteur Mark Harris écrit que l'action de la Motion Picture Association est « la première d'une série de blessures au Code de Production qui se révéleront fatales en trois ans ». Le Code est aboli en 1968 en faveur d'un système de classification volontaire.